# Quần vợt tại Thế vận hội Mùa hè 2004
Quần vợt tại Thế vận hội Mùa hè 2004 tại Athens được tổ chức trên 10 sân độc lập tại Olympic Tennis Centre. Bề mặt sân là cứng.
172 tay vợt tham dự 4 sự kiện. Giải nám 2004 chứng kiến nhiều tay vợt thuộc top đầu tham dự, cũng như lần đầu tiên việc điểm xếp hạng thế giới được tính cho các tay vợt. Martina Navratilova tham dự Thế vận hội lần đầu khi đấu cặp cùng Lisa Raymond tại nội dung đôi nữ.